# Zearalenona
La zearalenona (ZEA), también conocida como micotoxina F2, es una micotoxina producida por varias especies de hongos pertenecientes al género Fusarium, entre las que se encuentran F. graminearum, F. culmorum, F.equiseti y F. verticillioides.
Estos hongos son los principales contaminantes de cultivos en las regiones templadas, siendo sus condiciones óptimas de desarrollo temperaturas entre 21 y 25 °C y un 87-88% de humedad relativa.

## Estructura química
Químicamente, la estructura de la zearalenona es una lactona de ácido resorcicíclico, descrita como lactona del ácido 6-[10-hidroxi-6-oxo-trans-1-undecenil]-B-resorcíclico.

## Toxicidad

### Ingesta
En el año 2000, el Comité Mixto FAO/OMS de Expertos en Aditivos Alimentarios (JECFA), estableció una ingesta diaria tolerable (TDI) de 0.5 μg/kg por peso corporal (p.c.). En ese mismo año, a nivel europeo, el Comité Científico de Alimentación Humana (SCF) estableció una TDI temporal de 0.2 μg/kg p.c.
Sin embargo, las estimaciones de la exposición crónica a zealenona, basados en los datos de prevalencia de esta en los alimentos, se encuentran por debajo o en el mismo rango de la TDI en todos los grupos de edad por lo que no representaría una preocupación para la salud.